# Draga Svetojanska
Draga Svetojanska falu Horvátországban Zágráb megyében. Közigazgatásilag Jasztrebarszkához tartozik.

## Fekvése
Draga Svetojanska a község legmagasabban fekvő települése. Zágrábtól 32 km-re délnyugatra, községközpontjától 7 km-re északnyugatra a Plešivica-hegység délkeleti lejtőin, a Draga-patak partján fekszik.

## Története
A falu nevét a Draga-patakról kapta, amely mellett fekszik. Nevének utótagja arra utal, hogy története soréán a sveta janai plébániához tartozott és tartozik ma is.
A falu felett északnyugatra a Draga-patak feletti magaslaton állnak Podgorje, vagy más néven Turanj várának maradványai. A nép a romokat ma is Turanjnak nevezi, de egykor Kišićev, illetve Bukovačkog Turannak is nevezték. Podgorje vára a középkorban az egész vidéket uraló podgorjei várispánság székhelye volt, mely a 12-14. században szerepel a történeti forrásokban. Ezt a szerepét 1293-ig töltötte be, amikor III. András király a várispánságot a Babonicsoknak adta. Babonics Radoszlav ekkor az uradalmi székhelyet Lipovec várába költöztette át, ettől kezdve Podgorje egyszerű magánvárként funkcionált. 1327-ben a vár a bánok közvetlen irányítása alá került, majd 1373 után adományként Mutinai János lipoveci nemes tulajdona lett. 1464-ben házasság révén Frangepán Márton szerezte meg, aki Bukovec, Belčići és Volavje falvakkal együtt alattvalójának Lukacsics Pálnak adta. Később több nemesi család tulajdona volt. Miután védelmi szerepét betöltötte tulajdonosai elhagyták, majd romlásnak indult.
A falunak 1857-ben 348, 1910-ben 392 lakosa volt. Trianon előtt Zágráb vármegye Jaskai járásához tartozott. 2001-ben 212 lakosa volt.

## Lakosság
| Lakosság változása | Lakosság változása | Lakosság változása | Lakosság változása | Lakosság változása | Lakosság változása | Lakosság változása | Lakosság változása | Lakosság változása | Lakosság változása | Lakosság változása | Lakosság változása | Lakosság változása | Lakosság változása | Lakosság változása |
| ------------------ | ------------------ | ------------------ | ------------------ | ------------------ | ------------------ | ------------------ | ------------------ | ------------------ | ------------------ | ------------------ | ------------------ | ------------------ | ------------------ | ------------------ |
| 1857               | 1869               | 1880               | 1890               | 1900               | 1910               | 1921               | 1931               | 1948               | 1953               | 1961               | 1971               | 1981               | 1991               | 2001               |
| 348                | 395                | 416                | 439                | 420                | 392                | 360                | 368                | 334                | 338                | 327                | 310                | 248                | 246                | 212                |

## Nevezetességei
- Podgorje vagy más néven Turanj várának maradványai a falu felett, a Žitnica és a Špigel hegyek közti szoros fölé emelkedő 220 m magas magaslaton találhatók. A várból mára mindössze a hengeres torony falai és az övező falak csekély maradványai láthatók, melyek egy szűk négyszögű udvart vettek körül. A torony fala egyik oldalán emelet magasságban áll, dús futónövényzettel borítva.
- A vár alatt csörgedező Draga-parak mentén a szőlőhegy közelében egykor húsz vízimalom működött. Többségük mára elpusztult és csak öt működik közülük. Ezek egyike a Godrijan család malma, mely a 19. század végén épült, az 1970-es években egy árvíz során tönkrement, de 2007-ben teljesen felújították és megtekinthető.